# 乌鲁苏伊
乌鲁苏伊（葡萄牙語：Uruçuí）是巴西皮奥伊州的一个市镇。总面积8452.025平方公里，总人口18966人，人口密度2.2人/平方公里。